# AlMasria Universal Airlines
AlMasria Universal Airlines (араб. المصرية العالمية للطيران) — єгипетська приватна авіакомпанія. Авіакомпанія виконує регулярні та чартерні рейси з/до Єгипту. "AlMasria" походить від арабського слова "єгипетський".

## Напрямки[1]
| Місто         | Країна            | Аеропорт      | Примітки |
| ------------- | ----------------- | ------------- | -------- |
| Ель-Касим     | Саудівська Аравія | Касим         |          |
| Александрія   | Єгипет            | Александрія   |          |
| Каїр          | Єгипет            | Каїр          | хаб      |
| Хургада       | Єгипет            | Хургада       |          |
| Джидда        | Саудівська Аравія | Джидда        |          |
| Мілан         | Італія            | Мілан-Бергамо |          |
| Шарм-ель-Шейх | Єгипет            | Шарм-ель-Шейх |          |
| Ет-Таїф       | Саудівська Аравія | Таїф          |          |
| Табук         | Саудівська Аравія | Табук         |          |
| Янбу-ель-Бахр | Саудівська Аравія | Янбу          |          |

## Флот

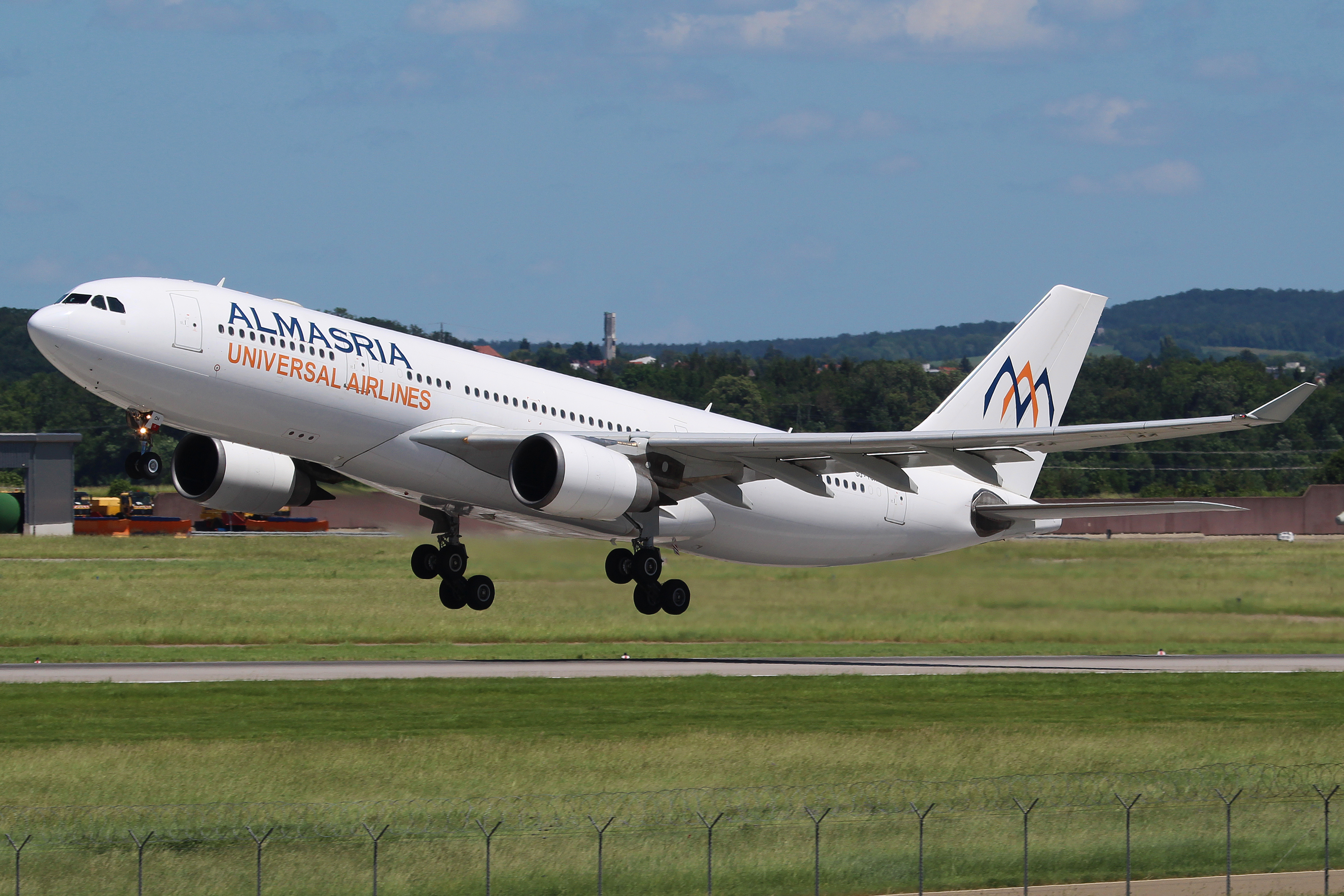
AlMasria Universal Airlines Airbus A330-200

На лютий 2020:
| Тип             | В дії | Замовлено | Пасажирів | Пасажирів | Пасажирів | Примітки |
| Тип             | В дії | Замовлено | C         | Y         | Total     | Примітки |
| --------------- | ----- | --------- | --------- | --------- | --------- | -------- |
| Airbus A320-200 | 1     | —         | —         | 177       | 177       |          |
| Airbus A320-200 | 1     | —         | —         | 180       | 180       |          |
| Airbus A330-200 | 1     | —         | TBA       | TBA       | 302       |          |
| Boeing 737-400  | 2     | —         | —         | 168       | 168       |          |
| Boeing 737-500  | 1     | —         | —         | 129       | 129       |          |
| Загалом         | 6     | —         |           |           |           |          |